# Payerne
Payerne (hist. Peterlingen) − miasto i gmina (commune) w zachodniej Szwajcarii, w kantonie Vaud, siedziba administracyjna okręgu (district) Broye-Vully. Do miasta należą następujące miejscowości: Les Invuardes, Corges, Vers-chez-Perrin i Vers-chez-Savary.  

## Geografia
Leży w północno-wschodniej części kantonu, w odległości 46 km od jego stolicy, Lozanny i 19 km od Fryburga, stolicy sąsiedniego kantonu Fryburg. Położone jest na brzegu rzeki Broye, na wschód od jeziora Lac de Neuchâtel oraz na pd.-zach. od jezior Murtensee i Bielersee.

## Historia
Payerne jest jednym z najstarszych miast Szwajcarii. Zamieszkane było już w czasach rzymskich, kiedy występowała pod nazwą Paterniacum. 24 czerwca 587 r. biskup Aventicum Mariusz konsekrował tu pierwszy kościół pw. Najświętszej Marii Panny (Notre-Dame), który stał się później kościołem parafialnym. Z badań archeologicznych, przeprowadzonych w 2016 r. wynika, że w niewielkiej odległości od pierwszej świątyni, w miejscu późniejszego opactwa, w VII w. wzniesiony został drugi kościół - być może zaczątek kompleksu klasztornego. Został on zbudowany około 962 r. przez Adelajdę, drugą żonę cesarza Ottona I, dzięki donacji jej matki, królowej Berty Szwabskiej.

## Demografia
W Payerne mieszka 10 216 osób. W 2021 roku 41,1% populacji gminy stanowiły osoby urodzone poza Szwajcarią. 

## Transport
Przez teren miasta przebiegają autostrada A1 oraz drogi główne nr 1, nr 157, nr 181, nr 186 i nr 188. 
Na terenie miasta znajduje się większa część lotniska wojskowego Payerne oraz baza Szwajcarskich Sił Powietrznych. Od 2013 r. lotnisko dostępne jest również dla ruchu cywilnego. Na terenie lotniska ma siedzibę szwajcarskie Biuro Badań Wypadków Lotniczych (fr. Bureau d'enquête sur les accidents d'aviation; niem. Büro für Flugunfalluntersuchungen, wł. Ufficio d’inchiesta sugli infortuni aeronautici. Aktualnie, od 2011 r., w strukturze Service d'enquête suisse sur les accidents; Schweizerische Sicherheitsuntersuchungsstelle; Servizio d'inchiesta svizzero sulla sicurezza z główną siedzibą w Bernie). 